# Собор Святых Патрика и Фелима
Собор Святых Патрика и Фелима (англ. Cathedral of Saint Patrick and Saint Felim), также известный как Каванский собор — католический собор епархии Килмора. Находится в городе Каван в графстве Каван, Ирландия.

## История
В 1454 году епископ Эндрю Макбрейди получил от папы Николая V разрешение сделать кафедральным собором епархии церковь в Килморе, построенную святым Фелимом в VI веке. Перестроенный собор стал известен как An Chill Mhór («Великая Церковь»). Англизированный вариант «Килмор» дал современное название епархии.

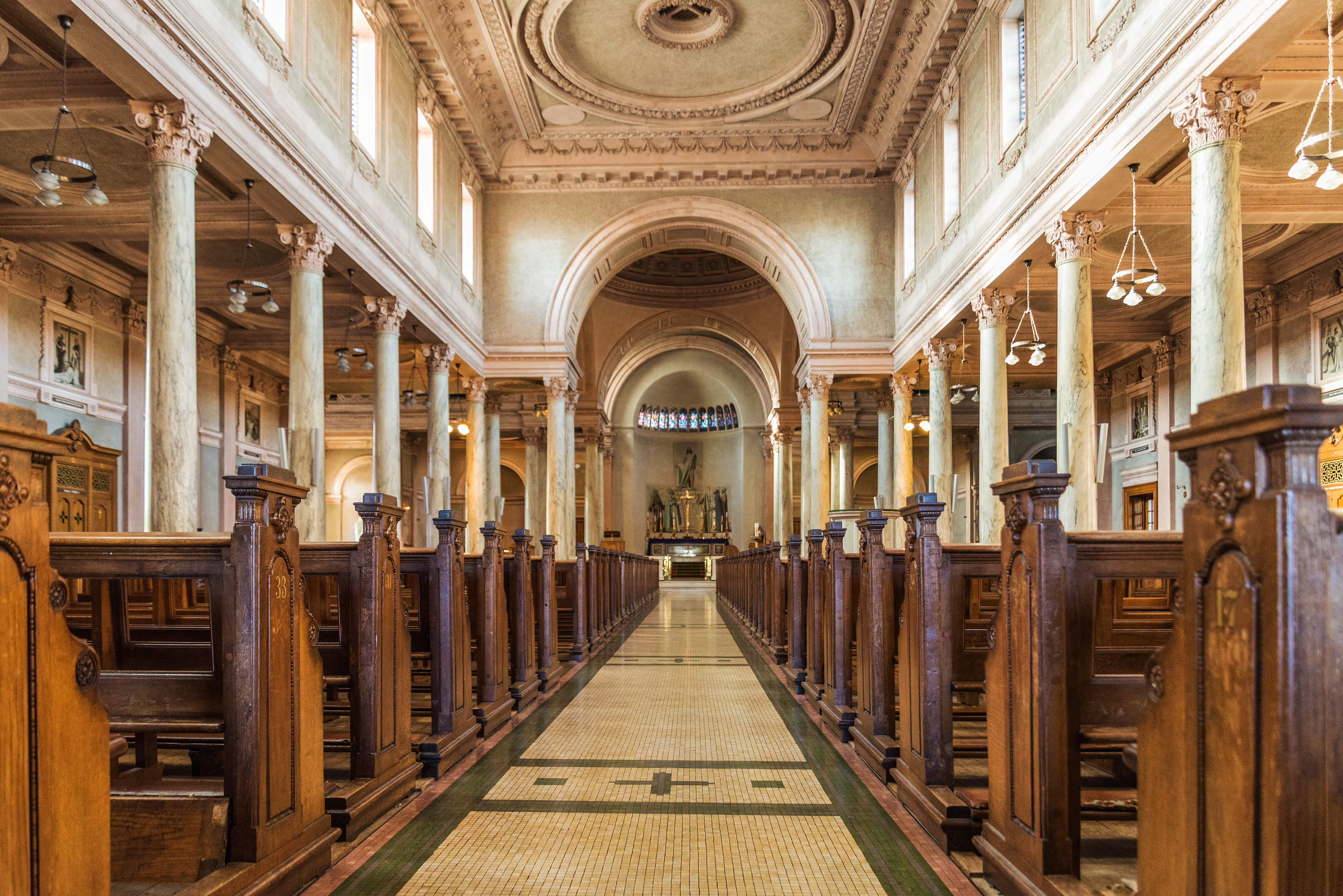
Неф и алтарь

В середине XVI века во время Реформации в Ирландии католики утратили древний собор. Почти 300 лет в католической епархии не было собора. В 1862 году при епископе Джеймсе Брауне приходская церковь Кавана была расширена и стала новым собором епархии.
В 1938 году началось строительство нынешнего собора, которое было завершено в 1942 году при епископе Патрике Лайонсе. За строительство собора из белого гранита отвечала компания John Sisk & Son. В соборе представлены витражи Джорджи Колли. Общая стоимость строительства составила 209 тысяч фунтов стерлингов (10 миллионов на 2019 год с учётом инфляции).
Собор был посвящён святым Патрику и Фелиму в 1942 году и освящён в 1947 году. 
В 1994 году в соборе были установлены шесть витражей из мастерской Гарри Кларка.